# Лаура Нольте
Лаура Нольте (23 листопада 1998 , Унна, Північний Рейн-Вестфалія ) — німецька бобслеїстка, олімпійська чемпіонка 2022 року.

## Виступи на Олімпійських іграх
| Рік  | Місце проведення | Монобоб | Двійки |
| ---- | ---------------- | ------- | ------ |
| 2022 | Пекін, Китай     | 4       | 1      |

## Виступи на чемпіонатах світу
| Рік  | Місце проведення      | Монобоб | Двійки |
| ---- | --------------------- | ------- | ------ |
| 2021 | Альтенберг, Німеччина | 3       | 3      |

## Виступи на чемпіонатах Європи
| Рік  | Місце проведення       | Монобоб | Двійки |
| ---- | ---------------------- | ------- | ------ |
| 2021 | Вінтерберг, Німеччина  | —       | 1      |
| 2022 | Санкт-Моріц, Швейцарія | 2       | 3      |